# Chełmica
Chełmica [pronunciación en polaco: /xɛu̯ˈmit͡sa/] (en alemán: Helmsdorf) es un pueblo ubicado en el distrito administrativo de Gmina Tuplice, dentro del Condado de Żary, Voivodato de Lubusz, en Polonia occidental. Se encuentra aproximadamente  a 4 kilómetros al sur de Tuplice, a 21 kilómetros al oeste de Żary, y a 57 kilómetros al suroeste de Zielona Góra.
Antes de 1945, el área fue parte de Alemania.